# Claude de Givray
Claude de Givray (født Claude Desmouceaux 7. april 1933 (91 år) i Nice) er en fransk instruktør og manuskriptforfatter.

## Filmografi
Han har blandt andet skrevet manuskript til Truffaut filmene: Elsker, elsker ikke og Stjålne kys.